# Хипсометър
Хипсометърът е уред, чрез който се определя атмосферното налягане, като се отчита температурата на кипене на водата.